# Augusto Arenas
Lizardo Augusto Arenas Contreras (* 15. März 1929 in Viña del Mar; † 24. März 2015) war ein chilenischer Fußballspieler. Der Mittelfeldspieler absolvierte ein Länderspiel für die chilenische Nationalmannschaft und wurde auf Vereinsebene zweimal nationaler Meister. 

## Karriere

### Verein
Augusto Arenas, auch als Pelusa Arenas bekannt, kam aus der Jugend in die Profimannschaft von Everton, das in den 1950er Jahren vorrangig auf Eigengewächse setzte. So wurde der Mittelfeldspieler mit den Ruleteros, in dessen Kader weitere Nationalspieler wie Torhüter Carlos Espinoza und Stürmer René Meléndez standen, 1950 und 1952 chilenischer Meister. Es waren die ersten Meisterschaften in der Klubgeschichte. Während 1950 ein Entscheidungsspiel gegen das in der Liga punktgleiche Unión Española notwendig war, das Everton mit 1:0 nach Verlängerung gewann, konnte die Meisterschaft schon wenige Spieltage vor Ende mit einem klaren 4:0-Sieg über Audax Italiano gesichert werden. 1955 verließ Arenas die Gold-Himmelbauen und schloss sich dem CD O’Higgins an, für den er bis 1959 auflief. 

### Nationalmannschaft
Augusto Arenas wurde von Nationaltrainer Luis Tirado für den Campeonato Sudamericano 1953 in Peru nominiert. Dort debütierte er bei der 0:3-Niederlage gegen Paraguay und wurde mit der La Roja Turniervierter, allerdings nur einen Punkt hinter Turniersieger Brasilien. Es blieb sein einziges Länderspiel.

## Erfolge
Everton
- Chilenischer Meister: 1950, 1952